# Spaske, Șîroke
Spaske (în ucraineană Спаське) este un sat în comuna Ceapaievka din raionul Șîroke, regiunea Dnipropetrovsk, Ucraina.

## Demografie
Componența lingvistică a localității Spaske
     Rusă (100%)
Conform recensământului din 2001, toată populația localității Spaske era vorbitoare de rusă (100%).